# Raffaele Raggi
Pour les articles homonymes, voir Raggi.
Raffaele Raggi, né en 1653 et mort en 1712, est un prélat catholique de Corse génoise, évêque d'Aléria.

## Biographie
Raffaele Raggi est né le 28 août 1653.
Il est nommé évêque d'Aléria le 2 mars 1705 et reçoit la consécration épiscopale six jours plus tard des mains de Sperello Sperelli, cardinal-prêtre de Saint-Jean à la Porte Latine avec comme co-consécrateurs Francesco Paolo Nicolai (it) et Filippo Maria Resta (it).
Il meurt le 20 septembre 1712.